# Pałac w Domanicach
Pałac w Domanicach – zabytkowy pałac we wsi Domanice (powiat wrocławski).

## Historia
Pałac powstał w XVIII wieku w wyniku przebudowy istniejącej wcześniej w tym miejscu siedziby rycerskiej. Po 1763 roku dokonano przebudowy budynku, w trakcie której nadano mu cechy renesansowe. W latach osiemdziesiątych XVIII wieku zabudowano barokowe krużganki i przerobiono wnętrza pałacu. W 1777 roku zbudowano wieżę, a w latach dwudziestych XIX wieku nadano pałacowi formę neoklasycystyczną. W 1821 roku wstawiono nowy portal. Po II wojnie światowej pałac przeszedł w zarząd państwowy PRL; wykorzystywany jako Dom Związku Artystów Scen Polskich. 
W latach 2018-2019 dla zespołu parkowego została opracowana dokumentacja dendrologiczna oraz konserwatorska wykonana przez specjalistę ds. ogrodów historycznych Łukasza Przybylaka.
Zabytkowy zespół zamkowo-parkowy jest obecnie własnością aktora, Macieja Musiałowskiego.

## Architektura
Pałac został wzniesiony w stylu klasycystycznym; stanowi czworoboczny budynek z wieżą; prawdopodobnie w swoich murach kryje fragmenty starszych, XVI- i XVII-wiecznych założeń.

Zabytek jest częścią zespołu pałacowego, w skład którego wchodzi jeszcze duży park, wokół pałacu, w parku m.in. fontanna; oficyny i zabudowania gospodarcze, znajdują się w otoczeniu pałacu, wykorzystywane jako składy i mieszkania: pawilon ogrodowy z pierwszej ćwierci XIX w.; oficyna ze stajnią z pierwszej ćwierci XIX w.; stajnia ze spichrzem z pierwszej ćwierci XIX w.; wozownia z pierwszej ćwierci XIX w.; kuźnia z pierwszej ćwierci XIX w.